# 4653 Tommaso
4653 Tommaso (1976 GJ2) là một tiểu hành tinh vành đai chính được phát hiện ngày 1 tháng 4 năm 1976 bởi N. S. Chernykh ở Nauchnyj.